# Согдийские города-государства

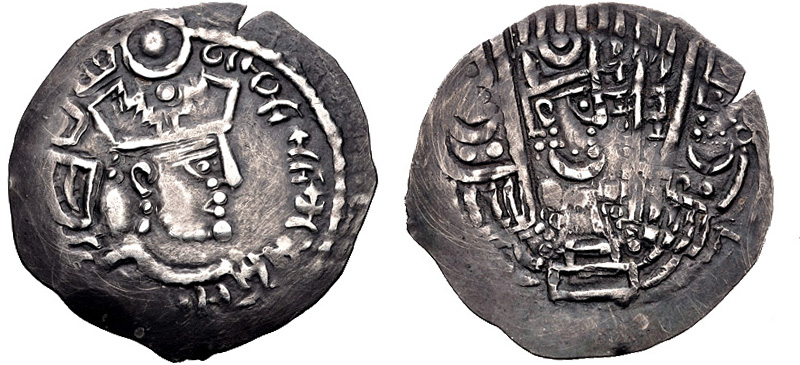
Монета Хунака, одного из правителей Бухары

Согди́йские города́-госуда́рства (также согди́йские кня́жества или согди́йские дина́стии) относятся к ряду независимых или автономных городов-государств в среднеазиатском регионе Согдиана в поздней античности и раннем Средневековье. Большинство городов-государств управлялись ихшидами («царь» или «царица»), которых называли «первым среди равных», афшинами, худатами, шахами и дехканами. Однако преемственность правления не была стабильной, и люди могли влиять на то, кто станет новым правителем. Период, достигший своего пика в VII веке, закончился завоеванием Мавераннахра Арабским халифатом.
Бухара и Самарканд были крупнейшими и богатейшими согдийскими городами.
Согд делился на несколько владений. В письменных источниках в Самаркандском Согде, кроме Самарканда, упоминаются Кабудан, Иштихан и Маймург, в долине Кашкадарьи — Кеш и Нахшеб. Все эти владения в какой-то мере зависели от Самаркандского Согда. В Бухарском Согде кроме самой Бухары отмечаются ещё Пайкенд и Вардана.

## Список
Княжества/города-государства:
- Уструшана
- Фаргана

Династии:
- Унаши
- Бухархудаты
- Саджиды